# What a Diff’rence a Day Makes
«What a Diff’rence a Day Makes» (с англ. — «Что может измениться за день») — популярная песня, первоначально написанная на испанском мексиканским композитором Марией Гревер в 1934 году под названием «Cuando vuelva a tu lado» (с исп. — «Когда я вернусь к тебе») и впервые записанная Оркестром Педро Вии в том же году. 
Английскую версию, написанную Стэнли Адамсом, популяризовала певица Дина Вашингтон в 1959 году, поднявшись на вершины хит-парадов и получив свою первую и единственную статуэтку «Грэмми». Её версия также была включена в Зал славы премии «Грэмми» в 1998 году.
Впоследствии песня вошла в репертуар множества артистов, включая Дина Мартина, Бена Кинг, Эстер Филлипс, Сару Воан, Тони Беннетта, Арету Франклин, Шер и Глорию Эстефан.
Австралийская группа The Black Sorrows выпустила версию в качестве своего дебютного сингла в 1984 году. Она вошла в их дебютный студийный альбом Sonola (1984).